# Thomas Lange
Thomas Lange (* 27. února 1964, Lutherstadt Eisleben) je bývalý německý veslař. Do roku 1990 reprezentoval Německou demokratickou republiku.
Byl trojnásobným juniorským mistrem světa. Na mistrovství světa ve veslování vyhrál na dvojskifu v letech 1983 a 1985 s Uwe Heppnerem a druhý byl v roce 1990 se Stefanem Ullrichem. Na skifu se stal mistrem světa v letech 1987, 1989 a 1991 a skončil třetí v roce 1993. Na letních olympijských hrách zvítězil ve skifu v letech 1988 a 1992 a byl třetí v roce 1996.
Byl členem klubů Chemie Halle a Ratzeburger Ruderclub.
V roce 1997 mu byla udělena Medaile Thomase Kellera a v roce 2020 byl uveden do Síně slávy německého sportu.
Vystudoval medicínu a pracuje v Lübecku jako plastický chirurg.